# Lefert
J. Lefert war ein belgischer Hersteller von Automobilen. Der Markenname lautete Lefert.

## Unternehmensgeschichte
Das Unternehmen aus der Peperstraat in Gent begann 1898 mit der Produktion von Automobilen. 1903 endete die Produktion.

## Fahrzeuge
Das Unternehmen stellte in geringer Anzahl Elektroautos her. Drei davon waren 1902 auf dem Brüsseler Automobilsalon ausgestellt. Eine Hotelkette setzte einige dieser Fahrzeuge als Omnibus ein.